# Campionati europei di pugilato dilettanti 1979
I Campionati europei di pugilato dilettanti maschili 1979 si sono tenuti a Colonia, Germania Ovest, dal 5 al 12 maggio 1979. È stata la 23ª edizione della competizione biennale organizzata dall'EABA. 156 pugili da 23 Paesi hanno partecipato alla competizione.
Per la prima volta le categorie dei Pesi massimi (91 kg) e Pesi supermassimi (91 kg +) sono state inserite nella competizione.

## Risultati
| Categoria                   | Oro                                | Argento                           | Bronzo                                                            |
| --------------------------- | ---------------------------------- | --------------------------------- | ----------------------------------------------------------------- |
| Pesi minimosca (kg 48)      | Shamil Sabirov Unione Sovietica    | Dietmar Geilich Germania Est      | Andras Rozsa Ungheria Georgi Georgiev Bulgaria                    |
| Pesi mosca (kg 51)          | Henryk Średnicki Polonia           | Daniel Radu Romania               | Alexandr Dugarov Unione Sovietica Frank Kegebein Germania Est     |
| Pesi gallo (kg 54)          | Nikolay Khraptsov Unione Sovietica | Dimitar Pekhlivanov Bulgaria      | Georg Vlachos Germania Ovest Philippe Sutcliffe Irlanda           |
| Pesi piuma (kg 57)          | Viktor Rybakov Unione Sovietica    | Chacho Andreykovski Bulgaria      | Kazimierz Przybylski Polonia Carlo Russolillo Italia              |
| Pesi leggeri (kg 60)        | Viktor Demyanenko Unione Sovietica | René Weller Germania Ovest        | Ilie Dragomir Romania Richard Nowakowski Germania Est             |
| Pesi superleggeri (kg 63.5) | Serik Konakbayev Unione Sovietica  | Patrizio Oliva Italia             | Caroly Hajnal Romania Karl-Heinz Krueger Germania Est             |
| Pesi welter (kg 67)         | Ernst Müller Germania Ovest        | Sreten Mirkovic Jugoslavia        | Ion Budusan Romania Kalevi Kosunen Finlandia                      |
| Pesi superwelter (kg 71)    | Miodrag Perunović Jugoslavia       | Viktor Savchenko Unione Sovietica | Rostislav Osicka Cecoslovacchia Markus Intlekofer Germania Ovest  |
| Pesi medi (kg 75)           | Tarmo Uusivirta Finlandia          | Valentin Silaghi Romania          | Manfred Gebauer Germania Est Laszlo Pem Ungheria                  |
| Pesi mediomassimi (kg 81)   | Albert Nikolyan Unione Sovietica   | Tadija Kačar Jugoslavia           | Paweł Skrzecz Polonia Giorgica Donici Romania                     |
| Pesi massimi (kg 91)        | Evgeniy Gorstkov Unione Sovietica  | Werner Kohnert Germania Est       | Roger Andersson Svezia Ion Cernat Romania                         |
| Pesi supermassimi (kg 91 +) | Peter Hussing Germania Ovest       | Ferenc Somodi Ungheria            | Juergen Fanghaenel Germania Est Khoren Indzheyan Unione Sovietica |

## Medagliere
| Posizione | Paese            | Oro | Argento | Bronzo | Totale |
| --------- | ---------------- | --- | ------- | ------ | ------ |
| 1         | Unione Sovietica | 7   | 1       | 2      | 10     |
| 2         | Germania Ovest   | 2   | 1       | 2      | 5      |
| 3         | Jugoslavia       | 1   | 2       | 0      | 3      |
| 4         | Polonia          | 1   | 0       | 2      | 3      |
| 5         | Finlandia        | 1   | 0       | 1      | 2      |
| 6         | Germania Est     | 0   | 2       | 5      | 7      |
| 6         | Romania          | 0   | 2       | 5      | 7      |
| 8         | Bulgaria         | 0   | 2       | 1      | 3      |
| 9         | Ungheria         | 0   | 1       | 2      | 3      |
| 10        | Italia           | 0   | 1       | 1      | 2      |
| 11        | Cecoslovacchia   | 0   | 0       | 1      | 1      |
| 11        | Irlanda          | 0   | 0       | 1      | 1      |
| 11        | Svezia           | 0   | 0       | 1      | 1      |
|           | Totale           | 12  | 12      | 24     | 48     |